# 1201
| [ Edytuj tabelę ]                 |                                    |
| Książę Małopolski                 | - 1198 Mieszko III Stary 1202      |
| Książę Wielkopolski               | - 1182 Mieszko III Stary 1202      |
| Król Angkoru                      | - 1181 Dżajawarman VII 1218        |
| Król Anglii                       | - 1199 Jan bez Ziemi 1216          |
| Król Aragonii i hrabia Barcelony  | - 1196 Piotr II Katolicki 1213     |
| Książę Bawarii                    | - 1183 Ludwik I 1231               |
| Margrabia Brandenburgii           | - 1184 Otto II 1205                |
| Książę Burgundii                  | - 1192 Eudes III 1218              |
| Cesarz Bizancjum                  | - 1195 Aleksy III Angelos 1203     |
| Car Bułgarii                      | - 1197 Kałojan 1207                |
| Cesarz Chin                       | - 1194 Song Ningzong 1224          |
| Król Cypru                        | - 1194 Amalryk II 1205             |
| Król Czech                        | - 1198 Przemysł Ottokar I 1230     |
| Król Danii                        | - 1182 Kanut VI 1202               |
| Władca Egiptu                     | - 1199 Al-Adil 1218                |
| Cesarz Etiopii                    | - 1189 Gebre Meskel 1229           |
| Król Francji                      | - 1180 Filip II August 1223        |
| Król Gruzji                       | - 1184 Tamara 1213                 |
| Hrabia Holandii                   | - 1190 Dirk VII 1203               |
| Cesarz Japonii                    | - 1198 Tsuchimikado 1210           |
| Kalif                             | - 1180 An-Nasir 1225               |
| Król Kastylii                     | - 1158 Alfons VIII Szlachetny 1214 |
| Patriarcha Konstantynopola        | - 1198 Jan X Kamateros 1206        |
| Władca Korei                      | - 1197 Sinjong 1204                |
| Król Leónu                        | - 1188 Alfons IX 1230              |
| Kalif Maroka                      | - 1199 Muhammad an-Nasir 1213      |
| Król Nawarry                      | - 1194 Sanczo VII 1234             |
| Król Norwegii                     | - 1177 Sverre Sigurdsson 1202      |
| Hrabia Palatynatu                 | - 1195 Henryk V z Welf 1211        |
| Papież                            | - 1198 Innocenty III 1216          |
| Król Portugalii                   | - 1185 Sancho I 1211               |
| Sułtan Rumu                       | - 1196 Sulajman II 1204            |
| Książę Rusi halickiej             | - 1199 Roman I 1206                |
| Książę Saksonii                   | - 1180 Bernard III 1212            |
| Król Szkocji                      | - 1165 Wilhelm I 1214              |
| Król Szwecji                      | - 1196 Swerker II Młodszy 1208     |
| Doża Wenecji                      | - 1192 Enrico Dandolo 1205         |
| Król Węgier                       | - 1196 Emeryk 1204                 |
| Wielki mistrz zakonu krzyżackiego | - 1200 Otto von Kerpen 1208        |

Rok 1201 / MCCI
stulecia: XII wiek ~
XIII wiek ~
XIV wiek

lata: 1191 «
1196 «
1197 «
1198 «
1199 «
1200 «
1201
» 1202
» 1203
» 1204
» 1205
» 1206
» 1211

## Wydarzenia w Polsce
- 8 grudnia – zmarł książę wrocławski Bolesław Wysoki. Władzę po nim przejął jego syn Henryk Brodaty. Rozpoczęło się panowanie Henryka Brodatego na Śląsku.

## Wydarzenia na świecie
- 4 maja – trzęsienie ziemi w austriackiej Górnej Styrii (Murau), odczuwane było w Czechach, na Morawach, w południowych i środkowych Niemczech oraz w Polsce i na Śląsku.
- 1 lipca – na Bliskim Wschodzie miało miejsce silne trzęsienie ziemi. Wywołało falę tsunami w rejonie Morza Śródziemnego, która dotarła również do Cypru. Oba kataklizmy przyniosły śmierć ok. 1 100 000 ludzi.
- 18 sierpnia – Biskup misyjny Albert von Buxhövden założył u ujścia Dźwiny Rygę, gdzie skupiał się handel idący aż do Morza Czarnego.
- Opanowanie Dobrudży przez bułgarskiego cara Kalojana (data sporna lub przybliżona)[1].

## Urodzili się
- 16 lutego Nasir ad-Din Tusi, perski naukowiec (zm. 1274)
- 7 maja Władysław III, król Węgier od 1204 (zm. 1205)
- 30 maja Tybald IV, hrabia Szampanii i król Nawarry (zm. 1253)
- Alicja z Thouars, księżna Bretanii (zm. 1221)
- Daniel Halicki, król Rusi w latach 1253–1264 (zm. 1264)
- Diana z Andalo, włoska dominikanka, błogosławiona katolicka (zm. 1236)
- Jan I Sverkersson, król Szwecji od 1216 roku, z dynastii Swerkerydów (zm. 1222)

## Zmarli
- 21 marca – Absalon, biskup Roskilde, arcybiskup Lund (ur. 1128)
- 22 marca – Jarosław opolski, książę opolski i biskup wrocławski (ur. pomiędzy 1143 a 1160)
- 24 maja – Tybald III (hrabia Szampanii), hrabia Szampanii (ur. 1179)
- 20 lipca – Agnieszka z Meran, trzecia żona Filipa II Augusta (ur. 1172)
- 5 września – Konstancja, księżna Bretanii (ur. 1161)
- 1 października – Jan Bavor (biskup ołomuniecki), biskup ołomuniecki
- 8 grudnia – Bolesław Wysoki, książę śląski (ur. 1127)
- Boemund III – książę Antiochii (ur. 1144)
- Fulko z Neuilly, kaznodzieja francuski